# Condado de Van Buren (Iowa)
El condado de Van Buren (en inglés: Van Buren County, Iowa), fundado en 1836, es uno de los 99 condados del estado estadounidense de Iowa. En el año 2000 tenía una población de 7809 habitantes con una densidad poblacional de 6 personas por km². La sede del condado es Keosauqua.

## Geografía
Según la Oficina del Censo, el condado tiene un área total de 1271 km² (490,7 mi²), de la cual 1256 km² (484,9 mi²) es tierra y 15 km² (5,8 mi²) es agua.

### Condados adyacentes
- Condado de Jefferson norte
- Condado de Henry noreste
- Condado de Lee este
- Condado de Clark sureste
- Condado de Scotland suroeste
- Condado de Davis oeste

## Demografía
En el 2000 la renta per cápita promedia del condado era de $31 094, y el ingreso promedio para una familia era de $36 420. El ingreso per cápita para el condado era de $15 748. En 2000 los hombres tenían un ingreso per cápita de $27 379 contra $20 925 para las mujeres. Alrededor del 12.70% de la población estaba bajo el umbral de pobreza nacional.
| 1900   | 1910   | 1920   | 1930   | 1940   | 1950   | 1960 | 1970 | 1980 | 1990 | 2000 |
| ------ | ------ | ------ | ------ | ------ | ------ | ---- | ---- | ---- | ---- | ---- |
| 17 354 | 15 020 | 14 060 | 12 603 | 12 053 | 11 007 | 9778 | 8643 | 8626 | 7676 | 7809 |

## Lugares

### Ciudades
- Birmingham
- Bonaparte
- Cantril
- Farmington
- Keosauqua
- Milton
- Mount Sterling
- Stockport

### Municipios
- Birmingham
- Bonaparte
- Cedar
- Chequest
- Des Moines
- Farmington
- Harrisburg
- Jackson
- Keosauqua
- Lick Creek
- Union
- Van Buren
- Vernon
- Village
- Washington

### Lugares censo-señalados
- Douds
- Leando

### Comunidades no incorporadas
- Lebanon
- Mt. Zion
- Pittsburg
- Selma

### Principales carreteras
- Carretera de Iowa 1
- Carretera de Iowa 2
- Carretera de Iowa 16
- Carretera de Iowa 98